# Крайбрежен пейзаж (Рибари се връщат у дома)
„Крайбрежен пейзаж (Рибари се връщат у дома)“ е картина от Ойген Густав Дюкер от 1841 г.
Картината е нарисувана с маслени бои върху платно и е с размери 61 x 117,7 cm. Представя рибари с лодките си на брега на морето, които се прибират с уловената риба.
Част е от колекцията на Музея на изкуствата на Естония в Талин.